# Jonny West und die verwegenen 3
Jonny West und die verwegenen 3 (Originaltitel: Johnny West il mancino) ist ein 1965 entstandener Italowestern, den Gianfranco Parolini inszenierte und der am 21. Juli 1967 in deutsche Kinos gelangte.

## Handlung
Johnny West ist Halbblut und ein gefürchteter Schütze. In dem Dorf, in das er kommt, verbreiten zwei Brüder mit einer Gruppe skrupelloser Männer Angst und Schrecken. So haben sie einen Goldminenbesitzer in ihrer Gewalt und versuchen, sich als Erben seines Vermögens einsetzen zu lassen. Auch mit Johnny West treiben sie ein übles Spiel, so dass er statt ihrer wegen Bankraubes ins Gefängnis gesteckt wird. Er kann jedoch ausbrechen und mit der Hilfe zweier Händler die Banditen dezimieren. Dann stellt er die beiden Brüder, erschießt sie und gibt das gestohlene Geld den Besitzern zurück. Er reitet anschließend neuen Abenteuern entgegen.

## Kritik
„Es handelt sich um einen sehr munteren Actionwestern, der gut gefilmt und geschnitten ist und 90 ausgesprochen kurzweilige Minuten ohne allzu großen Tiefgang beschert“, meint Christian Keßler in seinem Lexikon zum Genre. Dagegen bezeichnet das Lexikon des internationalen Films den Streifen kurz als „Ramsch“. Eine etwas bessere Meinung von dem Werk hat der Evangelische Film-Beobachter: „Abgesehen von den brancheüblichen Klischees im europäischen Western kann diese [...] Koproduktion [...] immerhin ein paar Pluspunkte sammeln.“

## Bemerkungen
Das Lied „Johnny West“ interpretiert Katyna Ranieri. Es erschien als Single.
Meist wird der titelgebende Held als Johnny wiedergegeben.